# Hiroshi Masuoka (seiyū)
Pour le pilote automobile, voir Hiroshi Masuoka.
Hiroshi Masuoka, né le 7 août 1936 et mort le 21 mars 2020, est un seiyū (acteur prêtant sa voix pour divers anime).

## Biographie

### Mort
Hiroshi Masuoka décède le 21 mars 2020 des suites d'un cancer du rectum.